# Pierścień z jedynką
Pierścień z jedynką – pierścień, w którym istnieje element neutralny mnożenia, nazwany jedynką.
Jedynka pierścienia {\displaystyle R} oznaczana jako {\displaystyle 1} spełnia więc warunek, który formalnie można zapisać
{\displaystyle a\cdot 1=1\cdot a=a} dla każdego elementu {\displaystyle a} pierścienia {\displaystyle R.}
Innymi słowy, pierścień z jedynką jest monoidem ze względu na mnożenie. Jeśli pierścień nie jest pierścieniem trywialnym (tzn. ma co najmniej 2 elementy), to {\displaystyle 1\neq 0.} Jeśli {\displaystyle f\colon R\to S} jest homomorfizmem pierścieni z jedynką i {\displaystyle 1} jest jedynką pierścienia {\displaystyle R,} to {\displaystyle f(1)} jest jedynką pierścienia {\displaystyle S.} W pierścieniach z jedynką istnieje przynajmniej jeden ideał maksymalny (twierdzenie Krulla).

## Dołączanie jedynki do pierścienia
Dowolny pierścień {\displaystyle R} można zanurzyć w pewnym pierścieniu z jedynką. W tym celu wystarczy w iloczynie kartezjańskim {\displaystyle \mathbb {Z} \times R} zdefiniować dwa działania:
{\displaystyle (n_{1},r_{1})+(n_{2},r_{2})=(n_{1}+n_{2},r_{1}+r_{2}),}
{\displaystyle (n_{1},r_{1})\cdot (n_{2},r_{2})=(n_{1}n_{2},n_{1}r_{2}+n_{2}r_{1}+r_{1}r_{2}).}
Łatwo sprawdzić, że struktura {\displaystyle {\hat {R}}=\mathbb {Z} \times R} z powyższymi działaniami jest pierścieniem oraz że para {\displaystyle (1,0)} jest jego jedynką.
Łatwo również zauważyć, że zbiór
{\displaystyle \{(0,r):r\in R\}}
jest podpierścieniem pierścienia {\displaystyle {\hat {R}}} izomorficznym z {\displaystyle R.} Izomorfizm ten realizuje więc zanurzenie {\displaystyle R} w {\displaystyle {\hat {R}}.} Pierścień {\displaystyle R} jest przy tym ideałem pierścienia {\displaystyle {\hat {R}}.}
Jeśli oznaczyć {\displaystyle (1,0)} jako {\displaystyle 1,} to {\displaystyle (n,r)} gdzie {\displaystyle n\in \mathbb {Z} } oraz {\displaystyle r\in R,}
można zapisać w postaci {\displaystyle n\cdot 1+r.}